# Breskul
Breskul (ukrajinsky Брескул, 1911 m n. m.) je hora v pohoří Čornohora v jihozápadní části Ukrajiny na hranici mezi Zakarpatskou a Ivanofrankivskou oblastí. Nachází se v hlavním hřebeni mezi vrcholy Hoverla (2061 m) na severozápadě a Požyževska (1822 m) na jihovýchodě. Severovýchodní svahy hory klesají do údolí řeky Prut, jihozápadní do údolí potoka Hoverla.

## Přístup
- po hřebenovce od Pop Ivana nebo od Hoverly

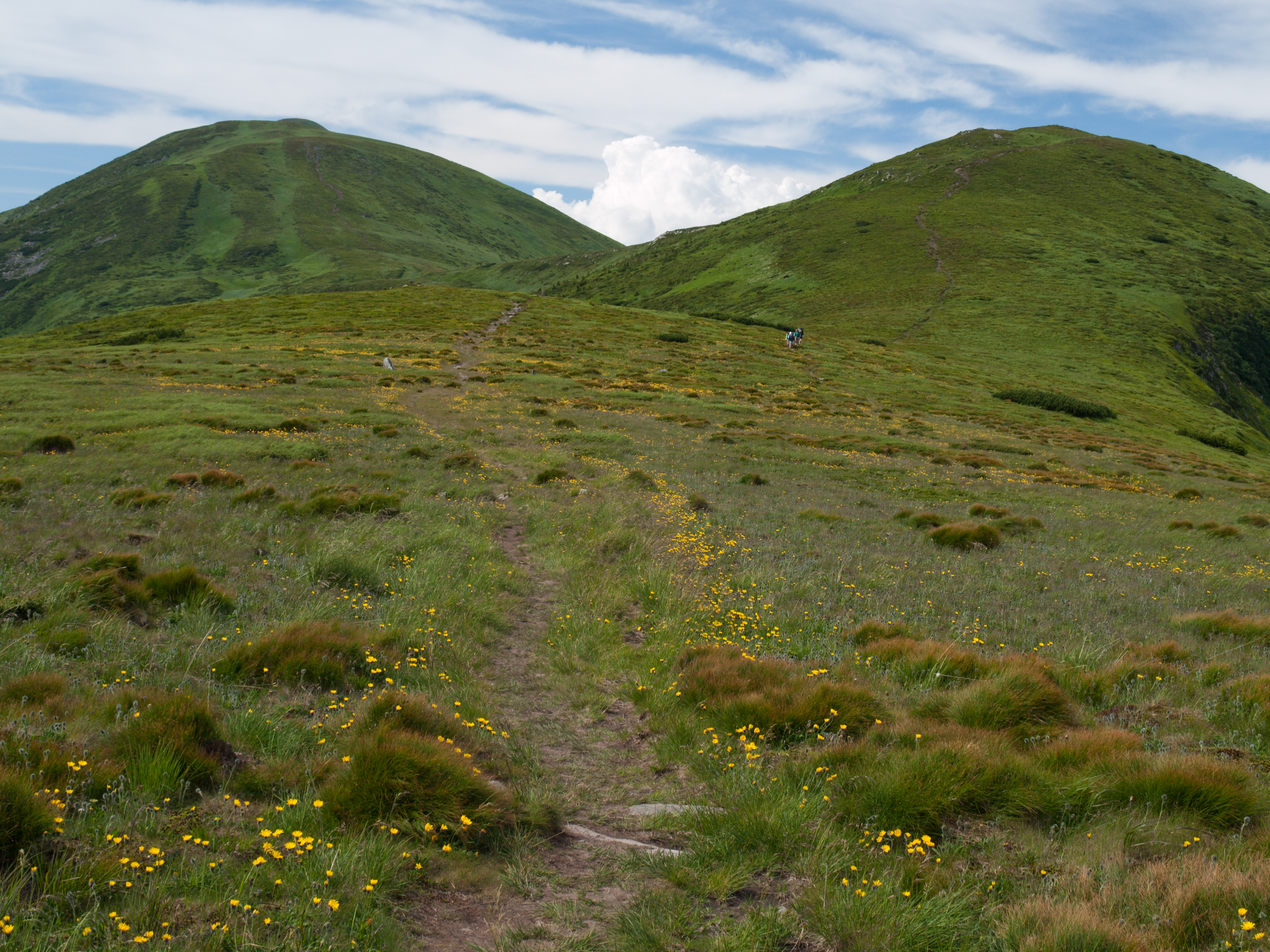
Požyževska vpravo, Breskul vlevo